# Lorena García de las Bayonas
Lorena García de las Bayonas (Madrid, 1966) es una directora de teatro, actriz y maestra de actores española. Creadora y directora del Centro del Actor, escuela de arte dramático situada en Madrid.

## Trayectoria
Lorena García de las Bayonas proviene de una familia dedicada al teatro y al cine y empieza a formarse en música estudiando solfeo, piano y guitarra. Posteriormente inicia su formación como actriz en la Nepean College of Advanced Education, en Sidney y comienza trabajando en cine. Más tarde realiza su formación completa en la escuela de Cristina Rota en Madrid, dirigiendo en este espacio su primera obra de teatro y descubriendo su pasión por dirigir y encontrar un sello propio en el mundo de la docencia interpretativa.Tras conocer y formarse con Juan Carlos Corazza, colaboraría con él durante 14 años formando parte de su equipo pedagógico como profesora de actuación y canto, desde 2003 hasta 2007, año en que deja el Estudio Corazza para empezar a dar cursos para actores profesionales dos años más tarde. Se forma en Terapia Gestalt por la AETG y en Psicología Integrativa y Transpersonal con el Dr. Claudio Naranjo, con quien ha colaborado (y colabora aún hoy desde su Fundación Claudio Naranjo) en programas SAT nacionales e internacionales desde el 2002.
Trabaja en el Centro del Actor en Carabanchel como directora teatral donde tras unos años de labor pedagógica e investigación teatral, con una metodología propia, el centro se convierte en sala de teatro para abrir sus ensayos y montajes propios al público general. De esta idea nace la compañía residente Teatro a voces que debutó en 2015 con el montaje de la obra Artículo 47. En 2017 estrena Muros, una obra que habla sobre la situación dramática de las personas refugiadas. Actualmente prepara una nueva obra teatral.
En el Centro del Actor, algunos de los montajes abiertos al público han sido:
- Playing Wilder (Thornton Wilder)
- Trabajos de amor perdidos (William Shakespeare)
- El círculo de tiza caucasiano (Bertolt Brecht)
- Antígona y  Hamlet (creación a partir de las obras de William Shakespeare y Sófocles)
- El rey Lear (William Shakespeare)
- El sueño de una noche de verano (William Shakespeare)
- Romeo y Julieta (William Shakespeare)
- De muertos y huesos (Max Aub)
- No (Max Aub)
- La ópera de los mendigos (creación a partir de la obra La ópera de los tres centavos de Bertolt Brecht)
- Como gustéis (William Shakespeare)
- De Chicago a Logroño pasando por Buenos Aires (creación a partir del musical de Chicago)
- Incendios (de Wajdi Mouawad)
- La ternura (creación musical a partir de la obra de Alfredo Sanzol)
- Bosques (de Wajdi Mouawad)

El Centro del Actor abre sus puertas en 2012 como espacio para que actrices y actores profesionales puedan entrar y salir libremente a hacer cursos puntuales a modo de reciclaje. Por el han pasado actrices y actores como Clara Lago, Aura Garrido, Itsaso Arana, Miguel Bernardeau, Alba Flores, José Pastor, Gonzalo Ramos, Andrea Ros, Jon Kortajarena, Diana Gómez, Anna Castillo, Javier Calvo, Teresa Riott, Macarena García, Judith Fernández, Alberto Olmo, Irene Visedo o Claudia Traisac, entre otros.

## Filmografía
Ha participado como actriz tanto en cine como en televisión o en teatro.

### En Cine
- Juego de poder (1983)
- Hot Blood (1989)
- Bazar Viena (1990)
- Shooting Elizabeth (1992)
- En brazos de la mujer madura (1997)
- Menos es más (2000)
- The dancer upstairs (2002)
- Utopía (2003)
- Incautos (2004)
- Mortadelo y Filemón. Misión: salvar la Tierra (2008)
- Yo, también (2009)

### En Televisión
- Pop 7 (1990)
- El CID (1991)
- Para Elisa (1993)
- Gracias a Dios se acabó el 92
- Drug wars (1992)
- Chances
- Todos los hombres sois iguales (1996)
- Querido maestro (1997)
- Jacinto Durante, representante (2000)
- Cazadores de hombres (2006)

### En Teatro
- Noche de reyes', dirección de Consuelo Trujillo, como actriz, traductora y adaptadora.
- Homenaje a Borges, dirección Equipo de Estudio Corazza.
- El programa de televisión, dirección de Consuelo Trujillo.
- El último amante, dirección de Gerardo Maya.
- Crímenes del corazón, dirección Rosa Morales y Elvira Mínguez, como actriz, traductora y productora en Ánima teatro.
- Mucho ruido y pocas nueces, productora en Pez luna teatro.
- Mujeres al vapor, productora en Pez luna teatro.